# Kalixt I.
Svatý Kalixt I., též Callistus (latinsky) či Callixtus, byl 16. papežem katolické církve. Jeho pontifikát se datuje do let 217–222.

## Život
Kalixtus byl papežem za vlády císaře Heliogabala. V dobové kronice „Historiae Augustae“ se uvádí, že Kalixtus I. zbudoval kostel na místě bývalé hospody a císař pak prohlásil, že místo pro uctívání jakéhokoliv boha je lepší než hospoda. Podle legendy měla být tímto kostelem basilika Santa Maria in Trastevere, avšak mnohem pravděpodobnější je, že zmiňovaný kostel stál v jejím sousedství. Poblíž se také měla nacházet studna, do které bylo podle legendy papežovo tělo po umučení svrženo.
Svědectví o Kalixtově životě známe především z podání jeho nepřátel, Tertulliana a vzdoropapeže Hippolyta, takže je nutno brát je s jistou reservou. Podle spisu „Philosophumena“, který je připisován právě Hippolytovi, byl Kalixt původně otrokem. Jeho pánem byl Aurelius Carpoforus, příbuzný římského císaře Commoda. Jako křesťan svého otroka propustil a věnoval mu i určitý finanční obnos. Kalixt však podle Hippolyta peníze promrhal, a navíc patrně obral i svého bývalého pána. Na útěku z Říma byl chycen a Carpoforus jej uvrhl znovu do otroctví, dokud mu peníze nenahradí. Avšak poté, co se za něj přimluvilo několik osob, byl Kalixt znovu propuštěn. Prý se stal lichvářem, ale při hledání dlužníků narušil obřad v židovské synagoze. Židé jej tentokrát udali římskému prefektu Fuscianovi, Kalixt byl zbičován a odsouzen k nuceným pracím v dolech na Sardinii. Marcia, milenka císaře Commoda, však dosáhla propuštění některých křesťanských vězňů a Kalixt se v zuboženém stavu vrátil zpět do Říma. Prý se nakonec umoudřil a v administrativní práci pro římskou křesťanskou obec se vyznamenával tak, že si získal i důvěru papeže Zefyrina. Stal se jeho nejbližším rádcem v těch nejcitlivějších záležitostech a později byl sám zvolen papežem.
Ještě ve službách papeže Zefyrina byl Kalixt I. jmenován správcem rozsáhlého křesťanského pohřebiště podél silnice Via Appia, které bylo na jeho počest nazváno Kalixtovy katakomby. Toto pohřebiště bylo později zcela zapomenuto a ztraceno až do roku 1849, kdy je objevil italský archeolog Giovanni Battista de Rossi. Dnes se pro něj razí název Capella dei Papi. Kalixtus sám zde však pohřben není.
Za vlády Kalixta I. došlo k prvnímu církevnímu schizmatu. Základem sporu byl postoj k otázce odpuštění hříchů. Ježíš Kristus ponechal v otázce odpuštění hříchů apoštolům volnost. Radikální Hippolytus a Tertullian zastávali názor, že existují hříchy, které odpustit nelze. Mezi tyto hříchy řadili kromě odpadnutí od víry i cizoložství a smilstvo. Kalixt, jeho předchůdci i následovníci však byli toho názoru, že i tyto hříchy Bůh odpustí, je-li projevena účinná lítost a přijato pokání a trest. Kromě toho dal nižším duchovním možnost svobodně uzavírat sňatek a připustil, aby se urozené Římanky mohly vdát za níže postavené osoby, či dokonce otroky. To sice římské zákony nepřipouštěly, ale opatření mělo zcela praktický důvod, neboť nemožnost uzavřít takovýto sňatek vedla často k vraždám nechtěných novorozených dětí.
Hippolytus se patrně sám toužil stát římským biskupem. Avšak poté, co byl novým papežem zvolen Kalixt I., se spojil se svými stoupenci a prohlásil se sám za nástupce apoštolů. Byl tak údajně prvním vzdoropapežem v dějinách a to až do roku 235, tedy i za pontifikátu Kalixtových následníků Urbana I. a Ponciána. Tato domněnka však není dostatečně potvrzená.
Kalixtus I. zemřel podle všech svědectví 14. října 222. Stal se patrně obětí lidového povstání, kterým římský lid reagoval na shovívavost císaře Alexandra Severa vůči křesťanům. Byl pohřben v Calepodiových katakombách na Aurelianské silnici. V 9. století byly jeho ostatky přeneseny do basiliky Santa Maria in Trastevere. 14. října také katolická církev uctívá Kalixtovu památku.